# Blood of the Virgins
Pour plus de détails, voir Fiche technique et Distribution.
Blood of the Virgins (Sangre de vírgenes) est un film argentin réalisé par Emilio Vieyra, sorti en 1967.

## Fiche technique
- Titre : Blood of the Virgins
- Titre original : Sangre de vírgenes
- Réalisation : Emilio Vieyra
- Scénario : Emilio Vieyra
- Production : Orestes Trucco
- Musique : Víctor Buchino
- Photographie : Aníbal González Paz
- Montage : Óscar Esparza
- Pays d'origine : Argentine
- Format : Couleurs - 1,33:1 - Mono - 35 mm
- Genre : Horreur
- Durée : 72 minutes
- Dates de sortie : 1967, 21 février 1974 (Argentine)

## Distribution
- Ricardo Bauleo : Tito Ledesma
- Susana Beltrán : Ofelia
- Gloria Prat : Laura
- Walter Kliche : Gustavo
- Rolo Puente : Raúl Aguilar
- Emilio Vieyra : Comisario Martinez

## Autour du film
- Le tournage s'est déroulé à Buenos Aires, en Argentine.
- Tourné en 1967, le film subit les affres de la censure et ne put sortir qu'en 1974, après le retour de Juan Perón au pouvoir.
- Blood of the Virgins est considéré comme étant le premier film de vampire argentin[1].